# 사도 마태오
마태오(히브리어:  מתי, 고대 그리스어: Ματθαῖος, 한국어 음역: 마태, 가톨릭: 마태오, 개역성경: 마태)는 예수 그리스도의 제자로, 12 사도 가운데 한 사람이다. 전통적으로 기독교에서는 마태복음을 쓴 저자로 인식되고 있다. 로마 가톨릭에서 지정한 축일은 9월 21일이며, 동방 정교회에서 지정한 축일은 11월 16일이다. 성공회에서도 종교개혁 이전의 신앙전통을 존중하여, 마태를 수호성인으로 기념하나 그외의 개신교에서는 성인으로 기념하지는 않는다.

## 행적

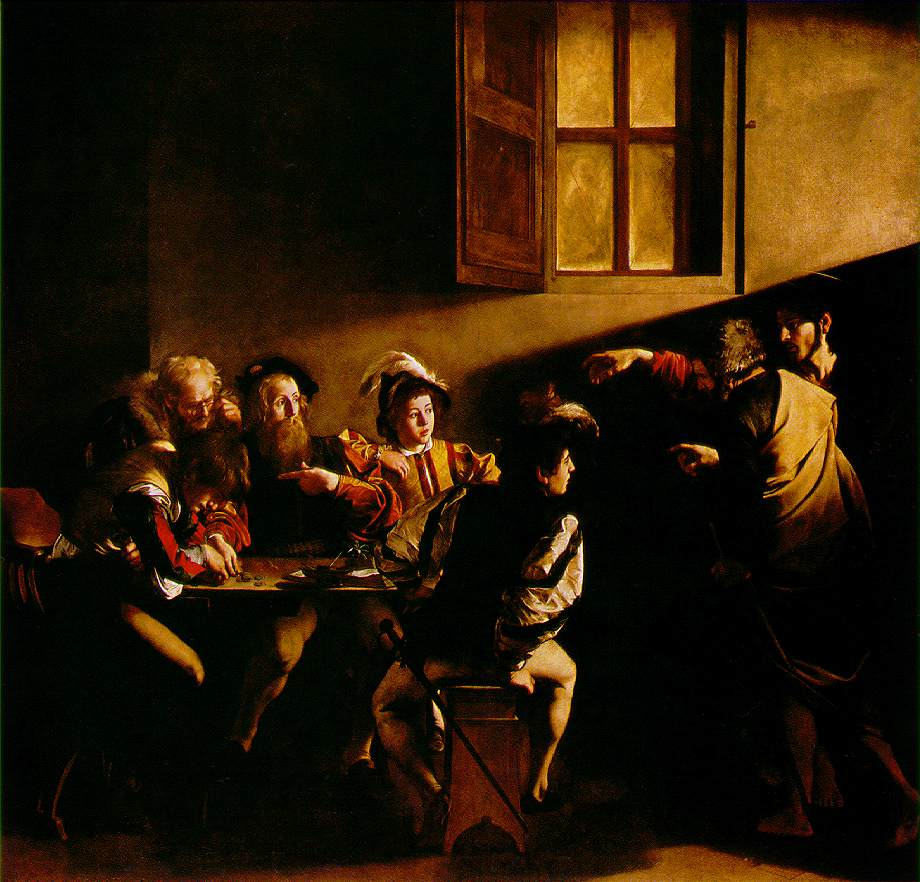
성 마태오를 부르심, 카라바조

### 회심
마태는 갈릴리 태생으로, 마르코 복음서(마가복음서) 2장 14절, 루카 복음서(누가복음서) 5장 27절의 두 군데서 그를 레위(Levi)라고 부르고 있는 것으로 보아 그의 성명은 ‘레위 마태’일 것으로 추측된다. 레위 지파의 후손인 알패오의 아들(마르코 복음서2장 14절)로서, 처음에는 가파르나움에서 로마 제국을 위해 같은 유대인들로부터 세금을 걷는 세리로 일하였다. 재물에 대한 욕심이 특별히 강했던 그는 선민으로서의 긍지를 갖기보다는 자신의 욕심을 채우기 위해 수단과 방법을 가리지 않는 현실주의자이기도 했다. 당시 이스라엘 사회에서 창녀외 죄인과 같이 천대받는 부류였던 세리가 되어 부당한 방법으로 돈을 걷어들여 모으기에 급급했던 마태는 예수 그리스도의 부름을 받고 그의 제자가 되어 인생이 바뀌게 되었다. 복음주의 신학자 김회권 교수(숭실대학교 기독교학과)는 《청년설교》(복있는 사람)에서 마태의 회심을 진정한 만족을 주시는 분과의 만남으로 그린다. 이전까지 그가 믿던 가치관이 예수를 만나게 되면서 재물에서 만족을 얻으려는 사람에서 예수께서 전하시는 하나님나라 복음을 추구하는 사람으로 새롭게 변화되자 세상의 재물에 쏟았던 그의 마음은 예수에게로 전이되었다. 로마제국의 하수인으로 일하면서 불의하게 모은 재물로 큰 잔치를 벌여 자신의 같은 처지에 놓인 사람들에게 자신이 받은 구원을 증거하며 예수를 소개하는 전도를 하였다. 이에 대해 작가 김동리는 사반의 십자가에서 마태가 예수와 이야기하면서 위로받는 이야기를 함으로써 예수와 사회적 소외자들과의 연대를 읽었다.

### 사도
또한 예수를 전적으로 믿고 의지하며 같이 생활하면서 사도로서의 훈련을 쌓아갔다. 그러나 겟세마네 동산에서 예수를 버리고 도망치는 한계를 드러냈다. 나중에 마태오는 부활한 예수를 만나고 오순절 날 성령의 세례를 받은 후에야 비로소 사도로서의 직분을 감당할 수 있게 되었다.
전승에 따르면 마태는 유대를 순회하며 전도하다가 동방으로 갔으며, 로마 순교록에는 그가 에티오피아에서 순교했다고 기록되어 있다. 그러나, 다른 전승에 의하면 페르시아 지역에서 순교했다고도 한다. 그의 유해는 처음에 에티오피아로부터 페스툼으로, 다시 10세기에 이탈리아의 살레르노로 옮겨졌다.

## 마태오복음서 저술여부
전통적으로 교회에서는 교부들에 의해 세리 마태오스를 마태오 복음서의 저자로 믿어왔지만, 성경학자들은 마태오 복음서의 저자를 헬라어 사용이 가능하고, 율법에 대해 잘 아는 익명의 유대 기독교인으로 이해하고 있다. 단지, 편의상 마태오스라는 호칭을 붙이는 것이다.참고로 마태오복음서 저술연대는 60년에서 90년, 80년에서 90년 등으로 추정되고 있으며, 해외에서 거주한 유대 기독교인과 이방 기독교인이 같이 신앙생활한 마태오공동체 신자들이 독자일 것으로 추정되고 있다.

## 같이 보기
- 마태복음
- 마르코
- 루가
- 요한